# Nederlandse kampioenschappen zwemmen 1932

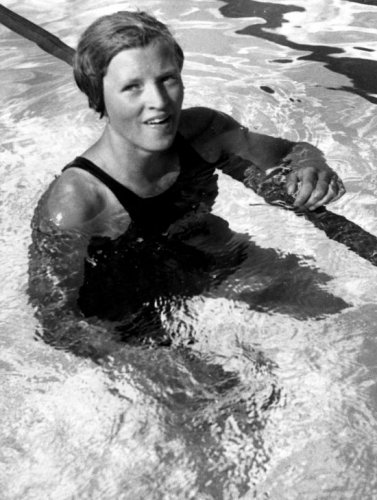
Willy den Ouden op de Spelen van 1932

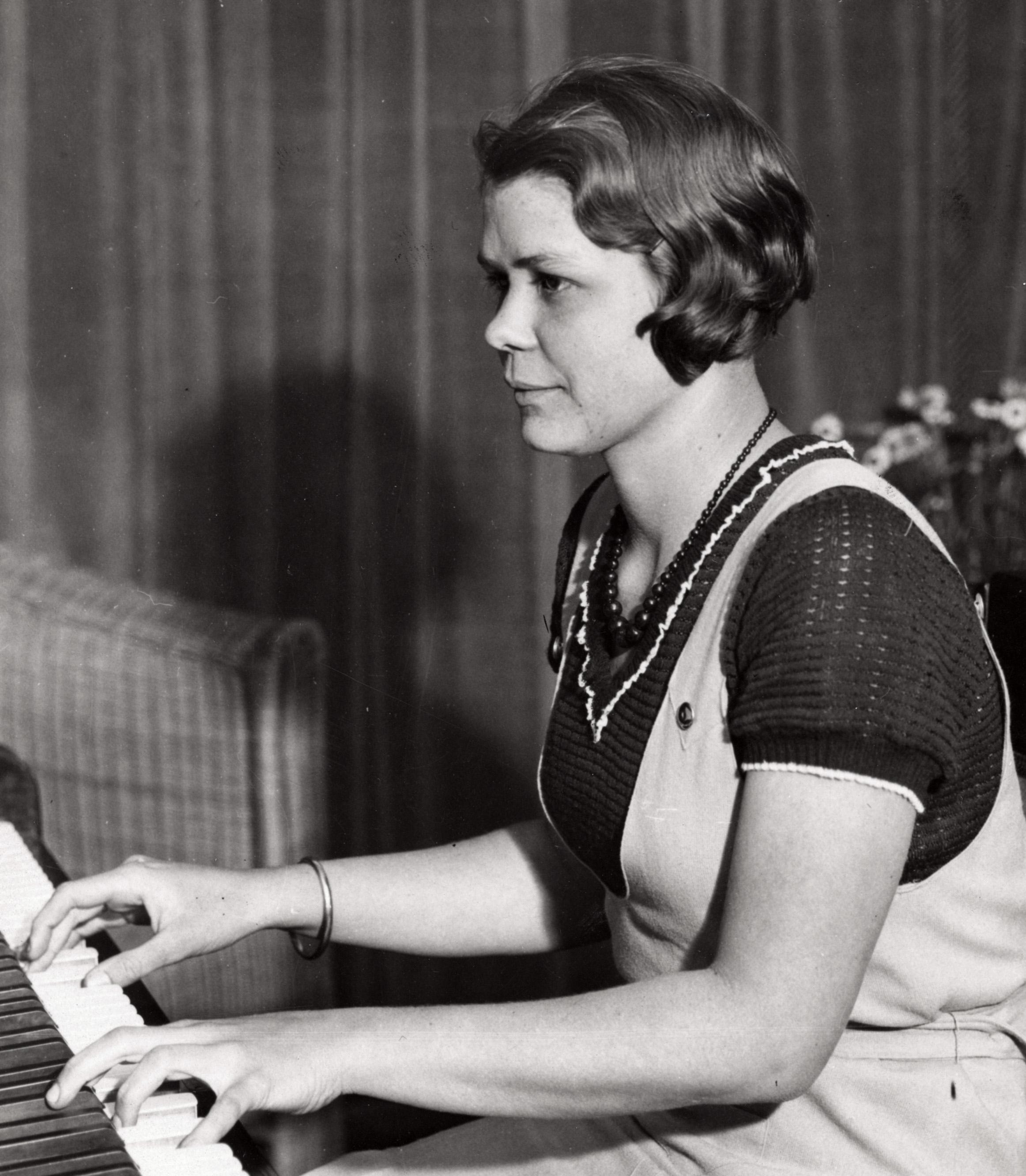
Corrie Laddé achter de piano

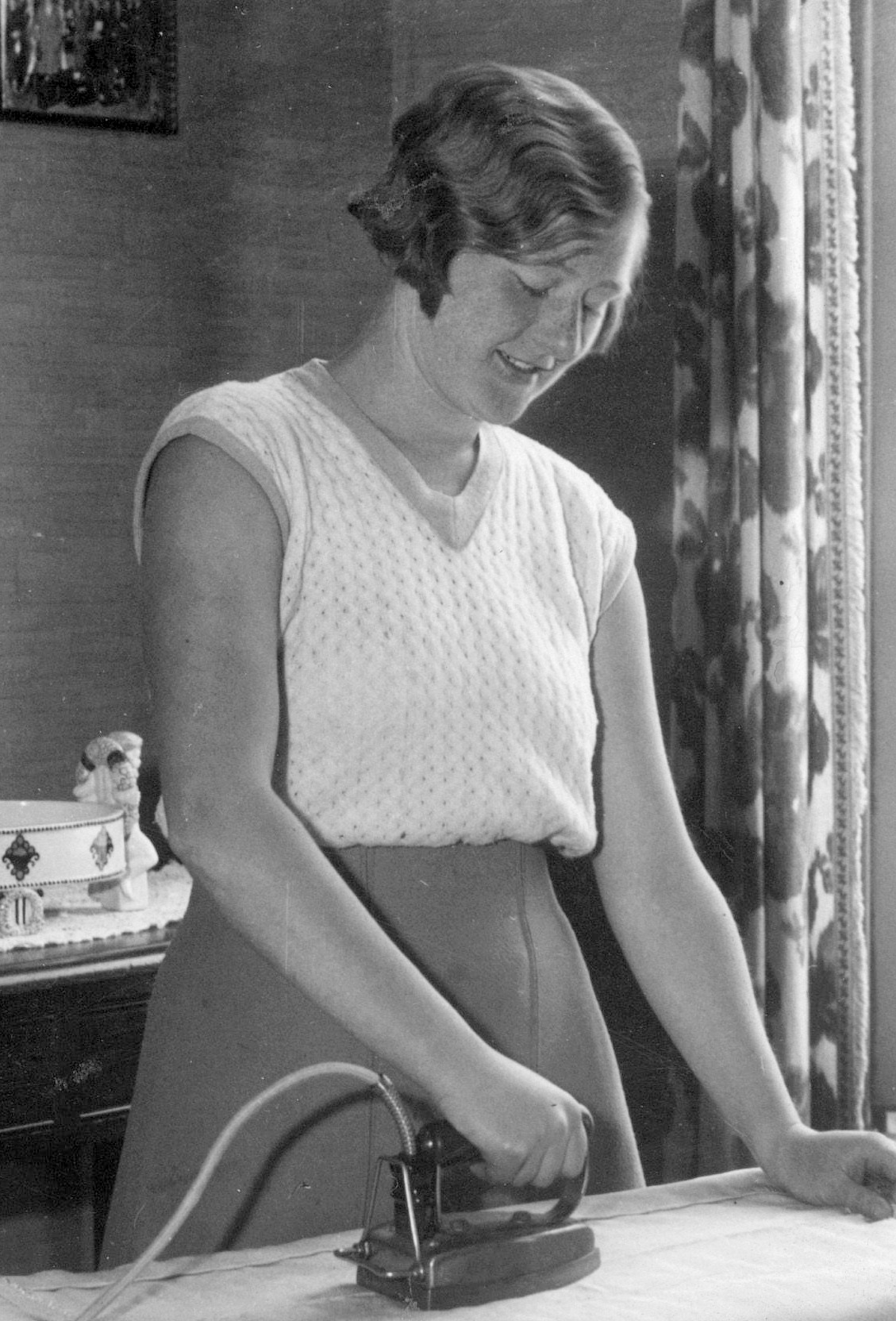
Puck Oversloot aan het strijken

De Nederlandse kampioenschappen zwemmen 1932 werden gehouden op 18 en 19 juni 1932 in Assen, Nederland.
Deze zwemkampioenschappen waren aanvankelijk gepland op 2 en 3 juli. Dit bleek echter niet goed uit te komen met de planning voor de aankomende Olympische Spelen in Los Angeles. Op 2 juli zouden de sporters namelijk al per boot vertrekken naar de Verenigde Staten. Zodoende werden de kampioenschappen twee weken vervroegd. Schoolslagkampioen Jenny Kastein nam hier niet aan deel en ging dus ook niet naar de Spelen: haar ouders vonden dat ze onredelijke kritiek en te weinig waardering kreeg.
Er werden geen records gebroken. De Schiedamse C. Luyke kwam als eerste over de streep op de 300 meter wisselslag, maar werd gediskwalificeerd vanwege het gebruiken van de verkeerde zwemslag. Het toernooi werd afgesloten met een waterpolowedstrijd tussen het Nederlands zevental en het Nederlands jeugdzevental. De In memoriam Hendrik van Essen-bekker en de Turmac-beker werden beide gewonnen door de Rotterdamsche Dames Zwemclub voor het behalen van het hoogste aantal punten.

## Zwemmen

### Mannen
| Afstand:           | Goud:                                                                                   | Tijd    | Zilver:                   | Tijd    | Brons:               | Tijd    |
| 100 m vrije slag   | Guus Ingenluyff HZ&PC                                                                   | 1.05,0  | Gerrit van Voorst AZ '70  | 1.05,8  | Henk van Essen Het Y | 1.09,0  |
| 200 m vrije slag   | Stans Scheffer DJK                                                                      | 2.36,8  | Henk de Haas Zian         | 2.40,4  | Wim Delwel RZC       | 2.41,4  |
| 400 m vrije slag   | Jan van Hemsbergen Haarlem                                                              | 5.58,4  | J. C. Laddé DJK           | 6.24,4  |                      |         |
| 1500 m vrije slag  | Jan van Hemsbergen Haarlem                                                              | 23.50,2 | Frans Kuyper De Dolfijn   | 24.18,4 | W. Kemper Groningen  | 24.36,0 |
| 100 m rugslag      | Henk de Haas Zian                                                                       | 1.19,6  | Stans Scheffer DJK        | 1.20,6  | D. H. Wolters UZC    | 1.21,2  |
| 200 m schoolslag   | Leen Korpershoek RZC                                                                    | 3.05,2  | Joop van Woerkom Schiedam | 3.08,8  | C. H. Vrugt DWR      | 3.16,0  |
| 200 m schoolslag   | Leen Korpershoek RZC                                                                    | 3.05,2  | Joop van Woerkom Schiedam | 3.08,8  | C. Verkaik ZCG       | 3.16,0  |
| 300 m wisselslag   | G. P. van de Kamp De Dolfijn                                                            | 4.42,0  | Kees van Aelst HZ&PC      | 4.49,2  | D. H. Wolters UZC    | 4.52,0  |
| 3x50 m wisselslag  | HZ&PC L. H. A. Schrieder Kees van Aelst Guus Ingenluyff                                 | 1.42,0  | Haarlem                   | 1.42,4  | UZC                  | 1.42,6  |
| 5x50 m vrije slag  | HZ&PC L. H. A. Schrieder B. J. Jonker Kees van Aelst H. M. C. van Kleef Guus Ingenluyff | 2.29,0  | Het Y                     | 2.29,8  | HPC Heemstede        | 2.34,6  |
| 4x100 m vrije slag | AZ '70 F. H. Wegenaar K. Zeegers Piet Bannenberg Gerrit van Voorst                      | 4.39,8  | HZ&PC                     | 4.42,4  | Het Y                | 4.45,2  |
| 4x200 m vrije slag | AZ '70 F. H. Wegenaar K. Zeegers Piet Bannenberg Gerrit van Voorst                      | 10.57,0 | De Dolfijn                | 11.26,4 | HPC Heemstede        | 11.27,2 |

### Vrouwen
| Afstand:           | Goud:                                                                             | Tijd   | Zilver:              | Tijd   | Brons:             | Tijd   |
| 100 m vrije slag   | Willy den Ouden RDZ                                                               | 1.11,0 | Corrie Laddé Het Y   | 1.13,6 | Jopie Selbach ADZ  | 1.14,8 |
| 400 m vrije slag   | Marie Philipsen-Braun ODZ                                                         | 5.54,6 | Puck Oversloot ODZ   | 6.14,8 | Rie Olsen RDZ      | 6.57,6 |
| 100 m rugslag      | Marie Philipsen-Braun ODZ                                                         | 1.23,8 | Truus Baumeister RDZ | 1.26,2 | Puck Oversloot ODZ | 1.27,2 |
| 200 m schoolslag   | Greta Brouwers RDZ                                                                | 3.18,6 | Fransje Hessel Het Y | 3.18,8 | D. Wolff Groningen | 3.32,6 |
| 300 m wisselslag   | D. Ketelaar HDZ                                                                   | 5.24,6 | Rie Olsen RDZ        | 5.26,0 | C. Koning Schiedam | 5.37,6 |
| 3x50 m wisselslag  | RDZ I Truus Baumeister Greta Brouwers Willy den Ouden                             | 1.52,8 | HDZ                  | 1.59,4 | Het Y              | 1.59,8 |
| 5x50 m vrije slag  | RDZ I Alie Hogeweg Greta Brouwers Truus Baumeister Truus Klapwijk Willy den Ouden | 2.48,8 | ADZ                  | 2.55,6 | HDZ                | 2.57,2 |
| 4x100 m vrije slag | RDZ I Truus Klapwijk Greta Brouwers Truus Baumeister Willy den Ouden              | 5.15,4 | ADZ                  | 5.26,2 | Het Y              | 5.29,0 |

## Schoonspringen

### Mannen
| Onderdeel: | Goud:              | Score  | Zilver:              | Score  | Brons: | Score |
| 3 m plank  | Joop Stotijn HZ&PC | 133,32 | Henk Lotgering Het Y | 117,98 |        |       |

### Vrouwen
| Onderdeel: | Goud:              | Score | Zilver: | Score | Brons: | Score |
| 3 m plank  | Truus Klapwijk RDZ | 71,14 |         |       |        |       |

Langebaan (50 meter):

1920 ·
1921 ·
1922 ·
1923 ·
1924 ·
1925 ·
1926 ·
1927 ·
1928 ·
1929 ·
1930 ·
1931 ·
1932 ·
1933 ·
1934 ·
1935 ·
1936 ·
1937 ·
1938 ·
1939 ·
1940 ·
1941 ·
1942 ·
1943 ·
1944 ·
1945 ·
1946 ·
1947 ·
1948 ·
1949 ·
1950 ·
1951 ·
1952 ·
1953 ·
1954 ·
1955 ·
1956 ·
1957 ·
1958 ·
1959 ·
1960 ·
1961 ·
1962 ·
1963 ·
1964 ·
1965 ·
1966 ·
1967 ·
1968 ·
1969 ·
1970 ·
1971 ·
1972 ·
1973 ·
1974 ·
1975 ·
1976 ·
1977 ·
1978 ·
1979 ·
1980 ·
1981 ·
1982 ·
1983 ·
1984 ·
1985 ·
1986 ·
1987 ·
1988 ·
1989 ·
1990 ·
1991 ·
1992 ·
1993 ·
1994 ·
1995 ·
1996 ·
1997 ·
1998 ·
Amersfoort 1999 ·
Drachten 2000 ·
Eindhoven 2001 ·
Amersfoort 2002 ·
Amsterdam 2003 ·
Amsterdam 2004 ·
Amsterdam 2005 ·
Eindhoven 2006 ·
Amsterdam 2007 ·
Eindhoven 2008 ·
Eindhoven 2009 ·
Eindhoven 2010 ·
Eindhoven juni 2011 ·
Eindhoven december 2011 ·
Amsterdam 2012 ·
Eindhoven 2013 ·
Eindhoven 2014 ·
Eindhoven 2015 ·
Eindhoven 2016 ·
Eindhoven 2017 ·
Amersfoort 2018 ·
Amersfoort 2019 ·
2020 ·
2021 ·
Amersfoort 2022 ·
Amersfoort 2023 ·
Amersfoort 2024

Kortebaan (25 meter):

1980 ·
1981 ·
1982 ·
1983 ·
1984 ·
1985 ·
1986 ·
1987 ·
1988 ·
1989 ·
1990 ·
1991 ·
1992 ·
1993 ·
1994 ·
1995 ·
1996 ·
1997 ·
's-Hertogenbosch 1998 ·
Nieuwegein 1999 ·
Nieuwegein 2000 ·
Alphen aan den Rijn 2001 ·
Eindhoven 2002 ·
Drachten 2004 ·
Amsterdam 2005 ·
Drachten 2006 ·
Amsterdam 2007 ·
Amsterdam 2008 ·
Amsterdam 2009 ·
Amsterdam 2010 ·
Amsterdam 2012 ·
Dordrecht 2013 ·
Tilburg 2014 ·
Tilburg 2015 ·
Hoofddorp 2016 ·
Hoofddorp 2017 ·
Tilburg 2018 ·
Tilburg 2019 ·
2020 ·
Den Haag 2021 ·
Den Haag 2022 ·
Den Haag 2023